# Ben Hulsman
Bernard (Ben) Hulsman (Amsterdam, 25 maart 1931 – aldaar, 7 maart 2018) was een Nederlands toneel-, film- en televisieacteur.

## Levensloop
Hulsman was afkomstig uit een artiestenfamilie en debuteerde op zijn veertiende. Van 1959 tot 1961 was hij aangesloten bij het theatergezelschap Puck en van 1961 tot 1984 bij Toneelgroep Centrum. Hij speelde er in stukken van beroemde toneelschrijvers als William Shakespeare, Bertolt Brecht, Jean-Paul Sartre en Harold Pinter. Ook buiten deze toneelgezelschappen was hij in het theater actief. Later legde hij zich ook toe op het spelen van filmrollen, zoals onder meer in de films Onder de maat van regisseur Dick Maas, Ik ben Joep Meloen en Een vrouw als Eva van regisseuse Nouchka van Brakel.
Bekend werd hij echter door zijn rol van de linkse opa Willem Bol in de komische televisieserie Oppassen!!! die in de jaren 90 op de televisie te zien was. Daarvoor had hij ook al meegespeeld in de eveneens komische televisieserie De Brekers, waarin hij Huib, een wat louche figuur, neerzette. Verder speelde hij op de televisie veel gastrollen, zoals in Baantjer en Dossier Verhulst. 

### Privé
Ben Hulsman was de zoon van revuedanseres, schildersmodel en actrice Juliëtte Hulsman (1911–1999). Zijn grootmoeder Hetty Ruys (1889–1973) was een actrice en de tweelingzus van acteur Cor Ruys. Hulsman was gehuwd met actrice Rita Henneken. Hij overleed in maart 2018 op bijna 87-jarige leeftijd.

## Televisie
- 1960 - Varen is fijner dan je denkt - als douanier
- 1964 - Herrie om Harrie - als inspecteur King
- 1964 - Swiebertje - als Jan Duim
- 1970 - 't Schaep met de 5 pooten - als Tinus
- 1972 - Citroentje met suiker - als trambestuurder Thijs van Vliet
- 1973 - Uilenspiegel - als Michiel
- 1975 - Van oude mensen, de dingen die voorbij gaan - als politie-inspecteur
- 1975 - De verlossing - als Boer / Louis
- 1975 - Amsterdam 700 -  als Livreiknecht
- 1976 - Hotel de Botel - als politieagent
- 1977 - Hollands Glorie - als Rijkens
- 1978 - Dubbelleven - als Freddy
- 1978 - Het is weer zo laat! - als Verkade
- 1978 - Pipo en de Noorderzon - als Dorpshoofd
- 1979 - Goed volk
- 1983 - Kanaal 13
- 1985 - Het bloed kruipt - als Ben Wissing
- 1985+1988 - De Brekers - als Huib
- 1986–1987 - Dossier Verhulst - als rechercheur Peters
- 1988 - Drie recht, één averecht - als Giesbers
- 1988 - Zeg 'ns Aaa - als schilder
- 1989 -  Laat naar zitten - als kroegbaas - VARA 1989
- 1989 - Rust roest - als klant bij de bank
- 1991–2003 - Oppassen!!! - als opa Willem Bol
- 1997 - Kinderen voor Kinderen  - als opa Willem Bol
- 2003 - Bergen Binnen - als opa Willem Bol
- 2003 - Baantjer - afl. De Cock en de moord met een swing -  als Jaap de Weers
- 2005 - Sinterklaasjournaal - als voorzitter paardensportvereniging Minerva

## Film
- 1960 - Arsenicum en oude kant - als Agent Klein
- 1960 - De huzaren - als Knecht Giacomo
- 1962 - De laatste trein - als Kees
- 1962 - De komiek - als Johnny Kievit
- 1962 - De rally
- 1974 - Het huis aan de gracht - als Henri
- 1976 - Vandaag of Morgen
- 1977 - De Vergaderzaal
- 1977 - Blindgangers - als Fons
- 1978 - De mantel der liefde
- 1979 - Een vrouw als Eva - als Gerrit
- 1980 - Onder de maat
- 1981 - Ik ben Joep Meloen - als cafébaas
- 1983 - An Bloem - als Frans

- International Standard Name Identifier: 0000 0001 3276 5129
- Nederlandse Thesaurus van Auteursnamen: 352848871
- Virtual International Authority File: 292170301
- WorldCat: E39PBJrWxDHY9X68Cwq8GGqWjC